# Bahnstrecke Wengerohr–Daun
| ehemaliger Eisenbahnviadukt in Daun, 2006 |                      |                                    |                                    |
| |                      |                                    |                                    |
| Streckennummer (DB): | 3110                 |                                    |                                    |
| Kursbuchstrecke (DB): | zuletzt 623          |                                    |                                    |
| Kursbuchstrecke: | 263c (1946)          |                                    |                                    |
| Streckenlänge: | 40,8 km              |                                    |                                    |
| Spurweite: | 1435 mm (Normalspur) |                                    |                                    |
| Zweigleisigkeit: | –                    |                                    |                                    |
| |                      |                                    |                                    |
| Bundesland: | Rheinland-Pfalz      |                                    |                                    |
| \| \| \| ehem. Eifelquerbahn von Gerolstein \| \| \| \| 40,8 \| Daun \| Daun \| \| \| \| ehem. Eifelquerbahn nach Andernach \| \| \| \| 40,3 \| Dauner Viadukt \| Dauner Viadukt \| \| \| 37,4 \| Schalkenmehrener Tunnel (560 m) \| Schalkenmehrener Tunnel (560 m) \| \| \| 35,5 \| Schalkenmehren \| Schalkenmehren \| \| \| 32,0 \| Udler-Saxler \| Udler-Saxler \| \| \| 29,7 \| Gillenfeld \| Gillenfeld \| \| \| 24,7 \| Eckfeld \| Eckfeld \| \| \| 22,3 \| Manderscheid-Pantenburg \| Manderscheid-Pantenburg \| \| \| 19,4 \| Laufeld \| Laufeld \| \| \| 14,9 \| Hasborn \| Hasborn \| \| \| 11,0 \| Plein \| Plein \| \| \| 10,1 \| Pleiner Tunnel (585 m) \| Pleiner Tunnel (585 m) \| \| \| 9,4 \| Pleiner Viadukt \| Pleiner Viadukt \| \| \| 8,9 \| Unkenstein-Tunnel (140 m) \| Unkenstein-Tunnel (140 m) \| \| \| 8,5 \| Grünewald-Tunnel (125 m) \| Grünewald-Tunnel (125 m) \| \| \| 8,2 \| Grünewald-Viadukt \| Grünewald-Viadukt \| \| \| 7,7 \| Wittlich-Grünewald \| Wittlich-Grünewald \| \| \| 4,3 \| Wittlich (ehem. Wittlich Stadt) \| Wittlich (ehem. Wittlich Stadt) \| \| \| \| Industriegleis \| \| \| \| \| Moselstrecke von Trier \| \| \| \| \| ehem. Strecke von Bernkastel-Kues \| \| \| \| 0,0 \| Wittlich Hbf (ehem. Wengerohr Bf) \| Wittlich Hbf (ehem. Wengerohr Bf) \| \| \| \| Moselstrecke nach Bullay \| \| |                      |                                    |                                    |
| Strecke (außer Betrieb) |                      | ehem. Eifelquerbahn von Gerolstein | ehem. Eifelquerbahn von Gerolstein |
| Bahnhof (Strecke außer Betrieb) | 40,8                 | Daun                               | Daun                               |
| Abzweig geradeaus und nach links (Strecke außer Betrieb) |                      | ehem. Eifelquerbahn nach Andernach | ehem. Eifelquerbahn nach Andernach |
| Brücke (Strecke außer Betrieb) | 40,3                 | Dauner Viadukt                     | Dauner Viadukt                     |
| Tunnel (Strecke außer Betrieb) | 37,4                 | Schalkenmehrener Tunnel (560 m)    | Schalkenmehrener Tunnel (560 m)    |
| Bahnhof (Strecke außer Betrieb) | 35,5                 | Schalkenmehren                     | Schalkenmehren                     |
| Haltepunkt / Haltestelle (Strecke außer Betrieb) | 32,0                 | Udler-Saxler                       | Udler-Saxler                       |
| Bahnhof (Strecke außer Betrieb) | 29,7                 | Gillenfeld                         | Gillenfeld                         |
| Haltepunkt / Haltestelle (Strecke außer Betrieb) | 24,7                 | Eckfeld                            | Eckfeld                            |
| Bahnhof (Strecke außer Betrieb) | 22,3                 | Manderscheid-Pantenburg            | Manderscheid-Pantenburg            |
| Bahnhof (Strecke außer Betrieb) | 19,4                 | Laufeld                            | Laufeld                            |
| Bahnhof (Strecke außer Betrieb) | 14,9                 | Hasborn                            | Hasborn                            |
| Bahnhof (Strecke außer Betrieb) | 11,0                 | Plein                              | Plein                              |
| Tunnel (Strecke außer Betrieb) | 10,1                 | Pleiner Tunnel (585 m)             | Pleiner Tunnel (585 m)             |
| Brücke (Strecke außer Betrieb) | 9,4                  | Pleiner Viadukt                    | Pleiner Viadukt                    |
| Tunnel (Strecke außer Betrieb) | 8,9                  | Unkenstein-Tunnel (140 m)          | Unkenstein-Tunnel (140 m)          |
| Tunnel (Strecke außer Betrieb) | 8,5                  | Grünewald-Tunnel (125 m)           | Grünewald-Tunnel (125 m)           |
| Brücke (Strecke außer Betrieb) | 8,2                  | Grünewald-Viadukt                  | Grünewald-Viadukt                  |
| Haltepunkt / Haltestelle (Strecke außer Betrieb) | 7,7                  | Wittlich-Grünewald                 | Wittlich-Grünewald                 |
| Bahnhof (Strecke außer Betrieb) | 4,3                  | Wittlich (ehem. Wittlich Stadt)    | Wittlich (ehem. Wittlich Stadt)    |
| Abzweig geradeaus und nach links (Strecke außer Betrieb) |                      | Industriegleis                     | Industriegleis                     |
| Abzweig ehemals geradeaus und von rechts |                      | Moselstrecke von Trier             | Moselstrecke von Trier             |
| Abzweig geradeaus und ehemals von rechts |                      | ehem. Strecke von Bernkastel-Kues  | ehem. Strecke von Bernkastel-Kues  |
| Bahnhof | 0,0                  | Wittlich Hbf (ehem. Wengerohr Bf)  | Wittlich Hbf (ehem. Wengerohr Bf)  |
| Strecke |                      | Moselstrecke nach Bullay           | Moselstrecke nach Bullay           |

Die Bahnstrecke Wengerohr–Daun ist eine ehemalige Nebenbahn in Rheinland-Pfalz. Sie verband den Bahnhof von Wengerohr (heute Wittlich Hauptbahnhof) an der Moselstrecke mit dem Bahnhof Daun an der Eifelquerbahn.
Die Strecke war eingleisig und nicht elektrifiziert.

## Geschichte
Eröffnung:
- 11. April 1885: Wengerohr – Wittlich
- 1. Dezember 1909: Daun – Gillenfeld
- 1. Mai 1910: Gillenfeld – Manderscheid-Pantenburg
- 1. Juli 1910: Manderscheid-Pantenburg – Wittlich

Stilllegung Personenverkehr:
- 1. November 1981: Daun – Wittlich
- 25. September 1988: Wengerohr – Wittlich

Stilllegung Gesamtverkehr:
- 22. Mai 1982: Schalkenmehren – Gillenfeld
- 29. Mai 1988: Daun – Schalkenmehren
- 29. Mai 1988: Gillenfeld – Wittlich
- 30. Juni 2001: Wittlich – Wittlich Hbf

Am Nachmittag des 22. Mai 1988 fuhr der letzte Reisezug, ein Sonderzug verließ den Bahnhof Gillenfeld mit ca. 300 Reisenden in Richtung Wittlich.
Die Strecke zwischen Wittlich und Daun wurde zwischen dem 29. Mai 1989 und Anfang März 1990 abgebaut. Die Trasse wurde zu einem Bahnradweg; hier verläuft heute der Maare-Mosel-Radweg. Auch der südliche Abschnitt Wittlich Hbf – Wittlich ist inzwischen abgebaut. Im Juli 2001 fuhr hier der letzte Güterzug.

## Name
Die alternative Bezeichnung als „Mosel-Maare-Bahn“ wurde von Christian Speidel vom Arbeitskreis Schienenverkehr im Rheinland anlässlich der Bemühungen des Arbeitskreises zum Erhalt der Strecke um 1986 erstmals als Überschrift für eine Broschüre gewählt. Meist im Zuge der Einführung des Rheinland-Pfalz-Taktes (ab 1993) erhielten dann die Bahnstrecken Namen. Während der Betriebszeit wurde die Strecke als KBS 263c (später 623) bezeichnet.

## Bilder

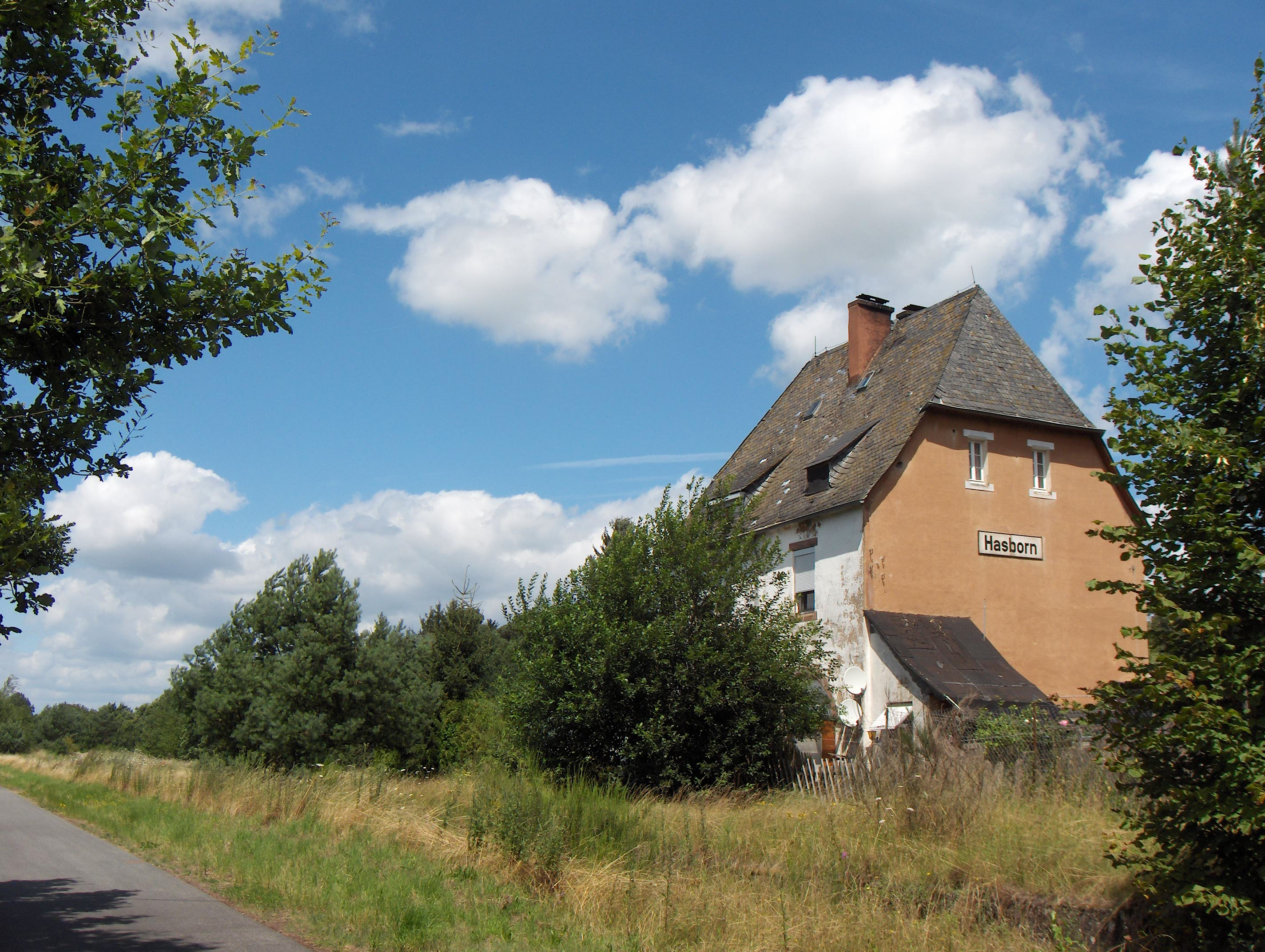
Ehemaliges Empfangsgebäude des Bahnhofs Hasborn
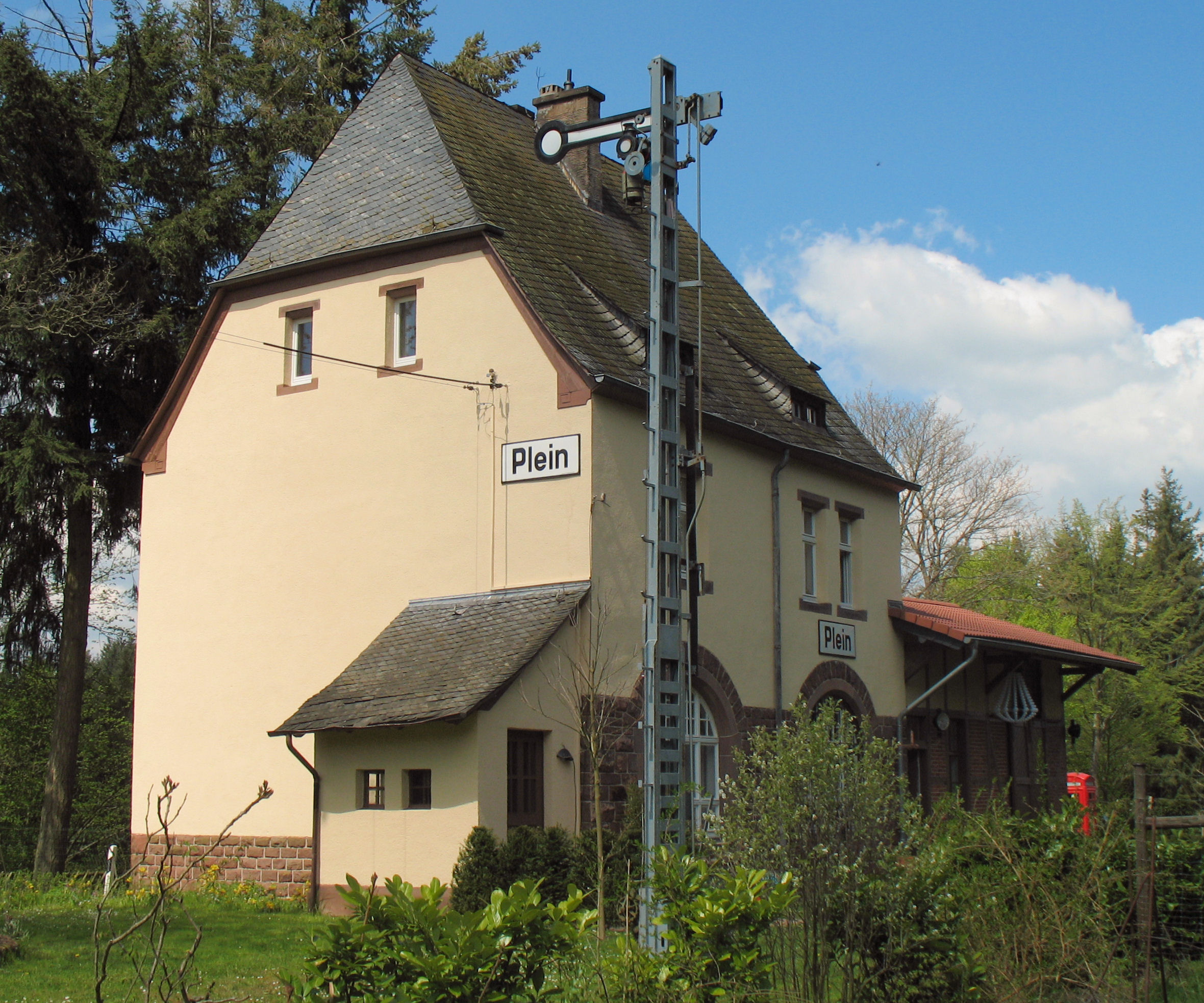
Ehemaliges Empfangsgebäude des Bahnhofs Plein
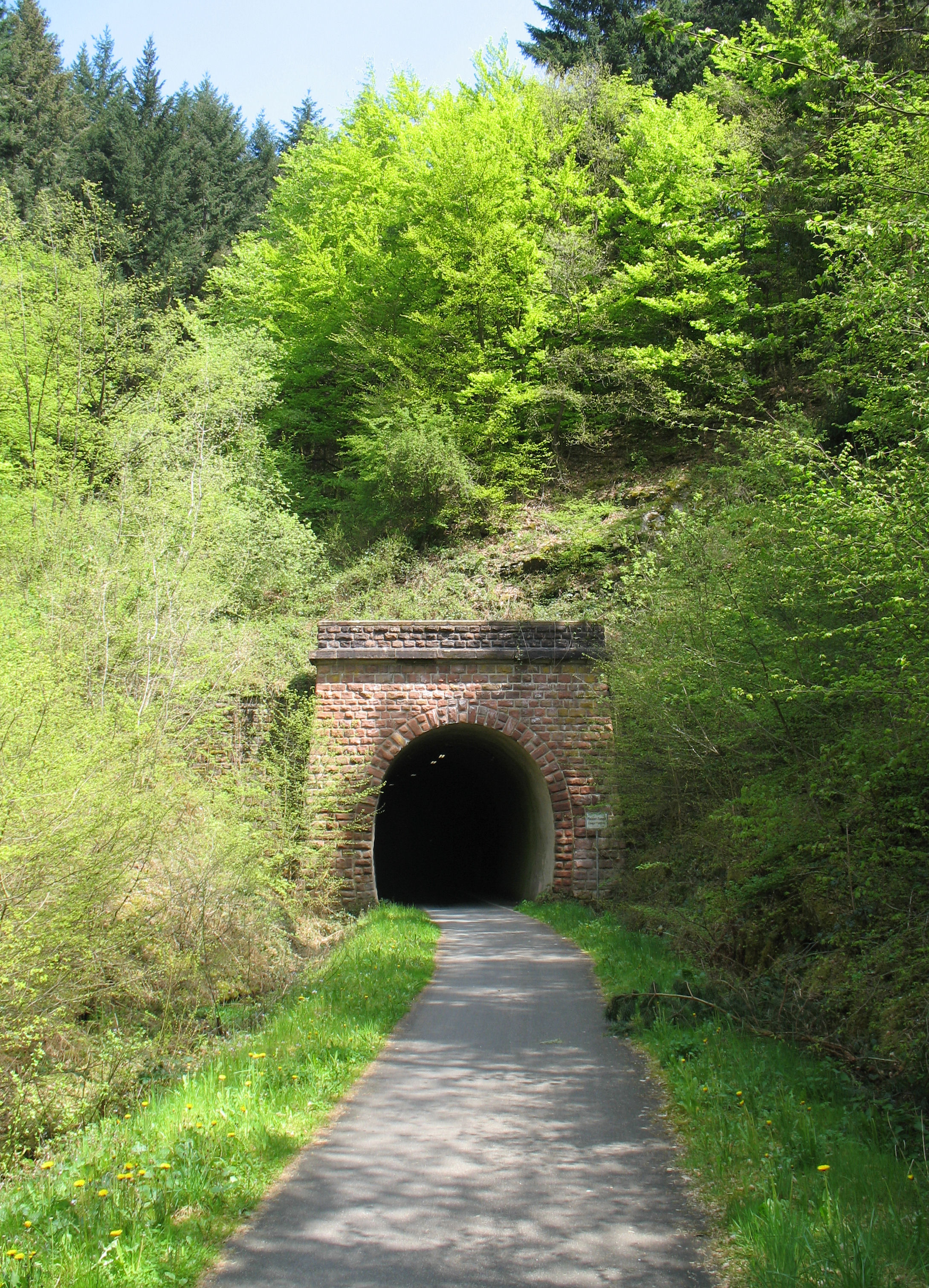
Südportal des Pleiner Tunnels